# Koritnik (Višegrad, BiH)
Koritnik je naseljeno mjesto u općini Višegradu, Republika Srpska, BiH.

## Stanovništvo
Nacionalni sastav stanovništva 1991. godine, bio je sljedeći:
| Narod     | Broj stanovnika |
| --------- | --------------- |
| Srbi      | 84              |
| Muslimani | 80              |
| Ukupno    | 164             |